# Julio Manuel Domingo
Julio Manuel Domingo, periodista, presentador y locutor de radio nacido el 26 de marzo de 1966 (58 años) en Madrid, España. 

## Biografía
A la temprana edad de 17 años comenzó en los 40 Principales de Madrid en 1984, compartiendo micrófono con locutores como José Antonio Abellán , Joaquín Luqui o Ely del Valle , en una etapa radiofónica en la que la radiofórmula supera por primera vez a la radio convencional. Presentó además en la SER espacios como "La Noche Más Larga" y el primer boletín informativo musical de la radio española. Tras su marcha de la SER se incorpora a Radio España y Cadena TOP en las que permanece 12 años presentando diversos programas como "Por La Mañana", el show matinal "El Zoo", "La Cuenta Atrás" , "Es la Hora" o magacines como "Los Mejores Momentos". Ha realizado diversos programas en el formato "Onda Madrid Música" en la emisora regional de la Comunidad de Madrid Onda Madrid a lo largo 15 años en antena, finalizando su relación laboral con la emisora pública en agosto de 2018.